# Kundgol
Kundgol är en ort i Indien.   Den ligger i distriktet Dharwad och delstaten Karnataka, i den sydvästra delen av landet, 1 500 km söder om huvudstaden New Delhi. Kundgol ligger 645 meter över havet och antalet invånare är 17 617.
Terrängen runt Kundgol är huvudsakligen platt. Kundgol ligger uppe på en höjd. Runt Kundgol är det tätbefolkat, med 286 invånare per kvadratkilometer. Närmaste större samhälle är Hubli, 15,9 km nordväst om Kundgol. Omgivningarna runt Kundgol är en mosaik av jordbruksmark och naturlig växtlighet.